# Tekken 5
Tekken 5 (鉄拳5) é um jogo de luta desenvolvido e publicado pela Namco em 2004 para Arcades, e em 2005 para PlayStation 2. É o sexto game da série Tekken, marcando o aniversário de dez anos desta última. O jogo foi atualizado para a versão Tekken 5.1, que no geral trouxe mudanças de balanceamento para a jogabilidade, e depois para o título Tekken 5: Dark Resurrection. Esta atualização foi lançada nos Arcades em 2005 e levada para o PlayStation Portable como Tekken: Dark Resurrection; depois, também foi enviada para o PlayStation 3.
O jogo remove várias mudanças importantes de jogo introduzidas em Tekken 4, como o cenário desnivelado, e priorizou uma jogabilidade mais rápida, semelhante aos jogos mais antigos da série. Tekken 5 também é o primeiro jogo da série a disponibilizar a customização de personagens com acessórios, figurino e outros itens estéticos, comprados com moeda do jogo. O elenco possui 32 personagens jogáveis, sendo 7 deles totalmente novos e que seriam um sucesso junto aos fãs nos próximos títulos da série: Asuka Kazama, que compartilha o sobrenome do protagonista do jogo; Devil Jin, a versão demoníaca e finalmente jogável de Jin Kazama; Feng Wei, um prodígio arrogante que domina o estilo God Fist; Jack-5, a nova versão de Jack; Jinpachi Mishima, o pai de Heihachi sedento por vingança; Raven, um praticante de ninjutsu que também é agente especial; e Roger Jr., uma dupla familiar de cangurus boxeadores. A versão caseira também incluiu um modo denominado Devil Within, uma evolução do modo Tekken Force apresentado em Tekken 3. Diferentemente da versão 5.1, que meramente tentou balancear o jogo, a atualização Dark Resurrection adicionou vários novos conteúdos (em especial na versão portátil) e até ainda mais personagens em relação ao jogo original.
Tekken 5 foi um sucesso crítico e comercial para a série, vendendo mais de seis milhões de cópias. A sua sequência, Tekken 6, foi lançada em 2007.

## Jogabilidade
Tekken 5 incorpora um sistema de batalha mais rápido e mais fluido, gráficos aprimorados, retorno de personagens consagrados e alguns estágios infinitos, marca registrada na série. A grande novidade na jogabilidade de Tekken 5 foi o sistema de Crush, hoje também tido como parte integrante da jogabilidade básica em Tekken como um todo, que afeta a vulnerabilidade de um personagem enquanto ele ataca. Por exemplo: um golpe com propriedades de pulo, como um Hopkick (um golpe que acerta o adversário e o joga no ar), será completamente invulnerável durante a maior parte de sua animação a qualquer golpe de altura baixa do inimigo, já que durante o Hopkick o atacante também costuma sair do chão e, assim, acaba esquivando do mesmo.
Tekken 5 também mantém o conceito de combo na parede nascido em Tekken 4; porém, na nova versão é mais difícil abusar deste recurso, porque é mais fácil defendê-lo. A versão caseira é uma edição de colecionador, já que inclui as versões Arcade de Tekken, Tekken 2, Tekken 3 e StarBlade (como uma distração na inicialização e carregamento do jogo). O jogo também permite os jogadores personalizarem seu lutador pela primeira vez na série, possibilitando a mudança de cores das peças de roupa, comprar figurinos adicionais (disponível para apenas alguns personagens), e equipá-los com itens ao usar a própria moeda de jogo, que pode ser acumulada ao se jogar os modos Story, Survival, Time Attack, Arcade Battle e até mesmo o novo modo de plataforma.
O jogo inclui também um minijogo Beat 'em Up, um desenvolvimento direto dos modos Tekken Force de Tekken 3 e 4, chamado Devil Within. Este minijogo mostra as aventuras de Jin Kazama enquanto ele procura a G Corporation, buscando informações de sua mãe desaparecida, entre outras respostas. Sendo de algum modo orientado à trama, ao jogador não é permitido usar personagens de sua própria escolha, como nas iterações anteriores. O modo também usa um sistema de botões limitado, incorporando um botão de defender e outro para pular, assim como reduz os botões de ataque para apenas dois, Soco e Chute (embora alguns dos golpes especiais de Jin ainda possam ser usados, como o Demon's Paw). Além de enfrentar vários modelos de Jack no minijogo, o jogador deve resolver tarefas menores para prosseguir. Este modo também permite destrancar Devil Jin para a sua primeira versão jogável na franquia.
As seções desniveladas dos cenários, características na quarta versão, também foram removidas em Tekken 5. Essa mudança promoveu uma certa similaridade na jogabilidade em cada cenário, com exceção das paredes e seu posicionamento. Além de remover os cenários irregulares no estilo do jogo anterior, o título também trouxe o retorno para o estilo dos cenários dos jogos mais antigos, sem limites, o que permitia os personagens navegarem infinitamente pela tela. Em cenários confinados por paredes, as lutas acontecem em caixas simétricas, sem paredes desiguais. O chão também pode se quebrar depois que um dos personagens bate nele com força suficiente. Porém, apenas uma parte de um estágio pode ser quebrada por vez.
Outras mudanças em relação a Tekken 4 incluem a remoção de técnicas de mudanças de posição (arremessos se tornaram novamente controlados pelas combinações de soco esquerdo + chute esquerdo ou soco direito + chute direito, em vez de designar soco esquerdo + chute esquerdo como uma manobra de troca de posição; apenas Steve Fox possui um ataque que muda de posição com o adversário), o retorno de saltos (Tekken 4 havia removido os saltos longos verticais e para trás, favorecendo um modelo de combate 3D mais fluido) e o uso de um sistema de combos mais próximo daquele em Tekken 3, em oposição à versão de Tekken 4, com jogabilidade menos voltada a combos aéreos. Os jogadores também foram forçados a ficarem parados antes do início de cada Round (enquanto a versão anterior permitia os lutadores se moverem livremente antes deste início, o que também reforça a jogabilidade mais baseada em posicionamento da mesma).
A maior mudança individual foi o modo Devil Within. Esta foi basicamente a quarta iteração da série Tekken Force, com as duas primeiras pertencendo respectivamente a Tekken 3 e Tekken 4, e a terceira lançada como o Spin-Off Death By Degrees. Similar a este último, o modo foca em um só personagem jogável, Jin Kazama. Trata-se de um jogo de plataforma tradicional no qual os jogadores devem guiar Jin por uma série de níveis labirínticos e através de exércitos inimigos inteiros. Neste modo, há chefes como True Ogre (de Tekken 3) que não são jogáveis nos modos de luta padrão de Tekken 5.
A tela de carregamento possui alguns segundos de um jogo baseado em um Shoot 'em up tridimensional da Namco, denominado Starblade. Assim como com Galaga na versão de Tekken original, os jogadores podem controlar a nave espacial em um modo demonstração. O jogo também pode ser desbloqueado para ser totalmente jogável no modo Arcade History; nele, também estão presentes todas as versões Arcade dos três primeiros jogos da série. Cada jogo, inclusive, vem com uma opção de usar somente os personagens padrão, ou usar os chefes e subchefes também; personagens exclusivos de consoles não estão presentes.

## História
O final do Rei do Punho de Ferro 4 estava chegando. Jin Kazama lutaria com seu próprio pai, Kazuya Mishima, para decidir quem enfrentaria Heihachi Mishima na final do torneio. Porém, Heihachi o sequestrou e o acorrentou em seu Dojo, em Hon-Maru. No enfrentamento, Kazuya, interessado no gene demoníaco de Jin, pergunta sobre seu paradeiro; Heihachi disse que Jin estava aprisionado e, após enfrentá-lo, ele o levaria até o seu encontro. Kazuya então vence a batalha e, sem perder tempo, exige o combinado. Ao chegar em Hon-Maru, Jin se desperta de um pesadelo com seu pai; tendo visto este em pessoa, resolve enfrentá-lo. Após vencer Kazuya, Jin enfrenta seu avô, Heihachi, que também queria seu gene demoníaco para fins pessoais; prestes a desferir o golpe final, Jin manifesta sua raiva se transformando em Devil Jin, isto é, com o gene maligno tomando conta de si e promovendo mudanças físicas e psicológicas. Quando mataria Heihachi, Devil Jin tem uma alucinação com sua mãe, Jun Kazama, numa imagem de buda presente no cenário; Devil Jin então cessa o golpe mortal e sai do Dojo voando, sem dar a mínima para o prêmio.
Logo após o final supracitado do quarto torneio, culminando na saída de Jin Kazama de Hon-Maru, helicópteros da G Corporation se aproximam e começam a catapultar casulos de Jack-4 para dentro do Dojo. Heihachi e Kazuya são acordados por um esquadrão explodindo as paredes e as invadindo. No início, pai e filho enfrentam os Jacks juntos, numa bonita demonstração de poder do karatê Mishima; a situação se complica, mais Jacks aterrissam e Kazuya, vendo Heihachi em desespero, atira o próprio pai em direção aos inimigos, fugindo com um sorriso vingativo no rosto. Os androides imobilizam o velho Mishima se atirando sobre ele, enquanto um dos Jacks mostra um detonador em final de contagem regressiva. Enquanto tomava o susto por ver que haveria uma explosão, ela acontece e aparentemente Heihachi está morto. A única testemunha deste evento é Raven, um ninja misterioso vestido de preto, que relata a morte de Heihachi aos seus superiores. O acontecimento é declarado pelo mundo inteiro, e todos passaram a prever o fim da Mishima Zaibatsu. No entanto, outra pessoa toma o comando da companhia através das sombras e os negócios continuam como sempre.
Dois meses depois, o torneio Rei do Punho de Ferro 5 é anunciado. Enquanto isso, Jin é afetado por pesadelos engatilhados pelo seu gene demoníaco e decide entrar no torneio com a esperança de destrui-lo. Seu pai, Kazuya, deduz que os Jacks em Hon-Maru foram enviados pela G Corporation com o objetivo de assassiná-lo, e entra no torneio para se vingar de quem quer que tenha enviado os robôs. O patrocinador secreto do torneio e proprietário da Mishima Zaibatsu é finalmente revelado: trata-se de Jinpachi Mishima, o pai de Heihachi que estava confinado sob Hon-Maru por Heihachi após um golpe de família, há quarenta anos. No entanto, ele estava possuído por um espírito de vingança, que garantiu a ele um poder insuperável; possessão após a qual ele fugiu do Dojo, durante o ataque dos Jacks. Jinpachi, em seu último ato de moralidade, anunciou o torneio na esperança de alguém poder matá-lo antes que seu potencial reino de terror pudesse começar.

#### Final
No fim, Jin chega até a última batalha e enfrenta seu bisavô com poder diabólico, em um duelo feroz. O rapaz consegue derrotar Jinpachi, que se dissolve em poeira e desaparece logo depois, com seu último desejo realizado. Com sua vitória, Jin se torna o novo líder da Mishima Zaibatsu (iniciando os eventos que serão cobertos por Tekken 6), sem ter a noção de que Heihachi, na verdade, sobreviveu à explosão (que deu início a Tekken 5, assim, juntando as duas tramas) e já está trabalhando para tomar a Zaibatsu para si novamente.

## Personagens
O jogo possui um total de 32 personagens jogáveis. A maior parte dos integrantes de Tekken 4 retorna, incluindo Bryan Fury, Christie Monteiro, Craig Marduk, Eddy Gordo, Heihachi Mishima, Hwoarang, Jin Kazama, Julia Chang, Kazuya Mishima, King II, Kuma II, Lee Chaolan, Lei Wulong, Ling Xiaoyu, Marshall Law, Nina Williams, Panda, Paul Phoenix, Steve Fox e Yoshimitsu. Como o seu predecessor, o jogo também tem o retorno de vários personagens de jogos anteriores (a maioria sendo de Tekken 2) que anteriormente haviam sido cortados da série canônica, incluindo Anna Williams, Baek Doo San, Bruce Irvin, Ganryu e Wang Jinrei, enquanto removeu Miharu Hirano (que é uma skin para Ling Xiaoyu), Violet (um alter ego de Lee) e Combot, que foi trocado pelo seu antecessor, Mokujin.
É a primeira iteração canônica da série a ter vinte personagens iniciais, e não dez como nos três jogos anteriores ou oito em Tekken original (já que a atualização não-canônica de Tekken 3, Tekken Tag Tournament, também tinha vinte personagens já habilitados). Lei, Nina e Jin voltam à condição de personagens padrões depois de serem desbloqueáveis em Tekken 4, enquanto Bryan e Julia o são pela primeira vez na série canônica (com a exceção de Tekken Tag Tournament) e Lee é inicial pela primeira vez. Além disso, depois de ser desbloqueável no terceiro jogo e não estar em Tekken 4, Jack já aparece como personagem padrão também.
Diferentemente do jogo anterior, onde cada personagem falava necessariamente japonês ou inglês, os desenvolvedores fizeram alguns dos personagens falarem suas línguas nativas em Tekken 5. Hwoarang e Baek tiveram vozes coreanas, enquanto Wang e Feng foram feitos falando mandarim. Ganryu, Heihachi, Kazuya, Yoshimitsu, Asuka (embora esse personagem fala o dialeto e o sotaque de Osaka em vez do japonês padrão), Jinpachi (último chefe e personagem não-jogável) e Jin Kazama, além de seu alter ego Devil Jin, mantiveram vozes japonesas; Law, Paul, Marduk, Julia, Anna, Raven, Bruce, Bryan, Christie e Eddy Gordo usam o inglês. King, Kuma, Panda e Roger Jr. fazem apenas sons animais, enquanto Mokujin é silencioso; Jack-5, por sua vez, emite apenas berros e grunhidos robóticos. Lee Chaolan e Ling Xiaoyu falam japonês apesar de etnicamente serem chineses (em Tekken 4, Lee falava inglês). Steve Fox tem seu sotaque britânico e Lei Wulong utiliza o inglês americano com sotaque apenas em certas situações.
Enquanto vários personagens do jogo anterior possuem um novo conjunto de grunhidos (Hwoarang, Nina, Lee, Marduk, Julia, Christie, Eddy e Steve), outros os mantiveram (Jin, Kazuya, Heihachi, Xiaoyu, Yoshimitsu, Bryan, Paul, Law, Lei, Kuma e Panda).

### Novos personagens
| - Asuka Kazama: Uma estudante de Osaka que tem pavio curto e pratica o estilo Kazama de karatê tradicional. Asuka entra no torneio para se vingar de Feng Wei por machucar seu pai e destruir o dojô de sua família. No que diz respeito à jogabilidade, ela é similar a Jun Kazama, vista pela última vez em Tekken Tag Tournament. - Devil Jin a b: A forma demoníaca de Jin que usa o velho conjunto de golpes de Jin, provenientes de sua família paterna (Mishima). Promovido como jogável desta vez, Devil Jin era um personagem não-jogável nos dois últimos jogos canônicos. - Feng Wei: Um prodígio chinês arrogante no estilo God Fist que faz buscas no Japão por informações sobre os pergaminhos do Punho Divino. - Jack-5: O quinto modelo da série Jack enviada novamente por sua criadora, Jane, para obter as memórias de Jack-2 que estão em poder da Mishima Zaibatsu. - Jinpachi Mishima c: O pai de Heihachi que é revivido dos mortos por um espírito sedento por vingança. - Raven: Um agente ninja misterioso que é o primeiro a reportar a suposta morte de Heihachi. - Roger Jr. a: A dupla canguru de esposa com filho que entra no torneio para resgatar o marido/pai da Mishima Zaibatsu. |

### Personagens que retornam
- Anna Williams a
- Baek Doo San a
- Bruce Irvin a
- Bryan Fury
- Christie Monteiro
- Craig Marduk
- Eddy Gordo a b d
- Ganryu a
- Gun Jack e
- Heihachi Mishima a
- Hwoarang
- Jin Kazama
- Julia Chang
- Kazuya Mishima
- King II
- Kuma II a
- Lee Chaolan
- Lei Wulong
- Ling Xiaoyu
- Marshall Law
- Mokujin a
- Nina Williams
- Panda a d
- Paul Phoenix
- Steve Fox
- True Ogre e
- Wang Jinrei a
- Yoshimitsu

↑a  Personagem desbloqueável

↑b  Personagem bônus

↑c  Chefe não-jogável

↑d  Aparência alternativa/troca de palheta

↑e  Inimigo não-jogável no modo Devil Within

## Desenvolvimento
A Namco anunciou Tekken 5 pela primeira vez em maio de 2004. O jogo foi desenvolvido para ser menos realista que o anterior. Isso é devido ao feedback negativo que Tekken 4 recebeu, a ponto inclusive de ser considerado, por alguns veículos, o pior jogo da série. Diferentemente de Tekken Tag Tournament, Tekken 5 é executado na System 258 — um sistema Arcade mais poderoso, que permite ao time de produção criar cenários de fundo e personagens mais detalhados, tudo graças ao novo motor de jogo que a Namco trouxe para uso. No início do desenvolvimento, a Namco prometeu aos jogadores que haveria um modo de minijogo de ação e aventura, similar ao presente em Tekken 3. Apesar de o Marketing de Tekken 5 afirmar que o personagem (Heihachi) havia realmente morrido na introdução, a Bandai Namco negou essa declaração em entrevistas posteriores.
O jogo possui um enorme elenco de compositores musicais, incluindo Akitaka Tohyama, Yoshihito Yano, Yuu Miyake, Junichi Nakatsuru, Satoru Kōsaki, Rio Hamamoto, Ryuichi Takada, e Hiroshi Okubo. Todos retornaram para a versão de PlayStation 2; além destes, foram adicionados Tetsukazu Nakanishi, Keiichi Okabe, Kohta Takahashi, Kazuhiro Nakamura, Keiki Kobayashi, Nobuyoshi Sano, e Katsuro Tajima ao time. A música de abertura da versão de PlayStation 2, "SPARKING", possui vocais por Tom Leonard e Jeff Pescetto. A música tem influência de vários gêneros, como Techno, Rock e Nu Metal.

## Atualizações

#### Tekken 5.1
Tekken 5.1 é uma atualização gratuita à versão de Arcade de Tekken 5. Ela inclui mudanças às barras de energia e na tela de seleção de personagens, e algumas mudanças em alguns golpes, com o objetivo de melhorar o balanceamento do jogo. Por exemplo, o combo infinito de Steve Fox foi removido, e alguns outros golpes poderosos foram enfraquecidos.

#### Tekken 5: Dark Resurrection
Disponível na versão para os Arcades, para PlayStation Portable e para PlayStation 3 (via PlayStation Network, conforme anunciado em 6 de dezembro de 2006), Tekken 5: Dark Resurrection é uma atualização de Tekken 5. Ela foi oficialmente anunciada no evento de novidades de Arcade JAMMA Amusement Machine Show de 2005, mas as notícias sobre a versão vazaram ao público um pouco antes. A atualização Dark Resurrection adicionaria mais personagens, atrações e customizações a Tekken 5, além do rebalanceamento do jogo.

## Recepção crítica
Tekken 5 obteve críticas positivas, no geral, resultando numa pontuação de 88 pontos de 100 possíveis na Metacritic. O elogio crítico combinou com sucesso comercial: até julho de 2009, o jogo vendeu em torno de 6 milhões de cópias. Em retrospectiva, o produtor da série Katsuhiro Harada acredita que Tekken 5 e seu sucessor conseguiram atrair um novo grupo de fãs, tarefa na qual Tekken 4 falhou.
O jogo foi colocado pela Complex na posição de sexto melhor jogo de PlayStation 2. O membro da Staff da SNK Falcoon disse que Tekken 5 era um dos seus jogos favoritos em 2005, embora ele não se considerasse um especialista no jogo.